# Miguel Nández
Miguel Ángel Fernández Enríquez (Cádiz, 7 de noviembre de 1978), conocido como Miguel Nández, es un cantante español que se dio a conocer por su participación en la segunda edición del concurso televisivo Operación Triunfo.

## Inicios
Miguel Nández nació en la ciudad andaluza de Cádiz el 7 de noviembre de 1978. Camilo Sesto, Luis Miguel, Nino Bravo y Sergio Dalma son algunos de sus referentes en el mundo de la canción. Se presentó a los castings de la segunda edición de Operación Triunfo porque una amiga insistió mucho, y reconoce que la experiencia es algo que no olvidará jamás. Pasó todas las pruebas de selección de los castings y el 7 de octubre de 2002 ingresó como alumno en la Academia de Alto Rendimiento para Artistas de Operación Triunfo. El 27 de enero de 2003, quedó en la cuarta posición del concurso, consiguió grabar su primer disco.
La organización del programa, al igual que hizo con el resto de eliminados del concurso, le concedió a Miguel Nández una segunda oportunidad: si lograba vender más de 200.000 copias de su sencillo «Amiga soledad» tendría la oportunidad de grabar su primer disco. En poco menos de dos meses, se vendieron más de 200.000 copias del sencillo "Amiga soledad", con lo que Miguel Nández consiguió su soñada carrera discográfica. Mientras, participó en la Gira Operación Triunfo 2003, con los concursantes de la segunda edición de Operación Triunfo, y en la Gira Generación OT 2003, con algunos de los concursantes de la primera y la segunda edición de Operación Triunfo.

## Trayectoria profesional
Miguel Nández preparó los temas de lo que sería su primer disco durante los meses de abril, mayo y junio. El 30 de junio de 2003 se pública Miguel Nández, el primer disco homónimo del cantante editado por BMG. Los sencillos promocionales del disco fueron "Maldita mi suerte", "Tu nombre en cualquier bar" y "Yo que perdí". Finalmente el álbum alcanzó el disco de oro. Un año más tarde, el 28 de junio de 2004, sale a la calle su segundo trabajo discográfico, Esquivando al miedo. Con este trabajo Miguel Nández continúa desarrollando su vena de cantautor, componiendo todos los temas del disco. «Un desastre» fue el sencillo que presentó este disco. Le siguieron «Esquivando al miedo» y «Líbrame».
En 2006 firma con la discográfica Dro. Más tarde el 20 de agosto lanza Palabras. donde, una vez más, es el compositor de todos los temas de su disco, excepto de "Fue en la oscuridad" cuya autoría es de Antonio Orozco. "Sé de palabras" ha sido el primer sencillo de este tercer disco. "El banco", el segundo. En abril de 2008 lanza su cuarto trabajo Por Ellas. Un disco a modo de homenaje a la mujer donde interpreta títulos conocidos por ser cantados por artistas femeninas como Rocío Jurado, Pastora Soler, Shakira, Luz Casal, Laura Pausini o Mónica Naranjo. El primer sencillo fue "Se nos rompió el amor" de Rocío Jurado. Además, el CD incluye un tema compuesto por el propio Miguel con título homónimo al del disco.
El 28 de julio de 2011 se anunció en directo en la "XXXIV Semana Cultural Carnavalesca de la Salle - Viña", Cádiz, que Miguel Nández y Antonio Cantos Osorio (Caracol) serían componentes de la comparsa gaditana de Antonio Martín García para el COAC de 2012. Desde 2018 es componente de la comparsa de Antonio Martínez Ares.
Colaboró en el videoclip de la canción "Aguasanta" de la artista cordobesa India Martínez en el cual aparece en los últimos instantes del mismo tocando su guitarra.

## Discografía
- 2003: Amiga soledad (CD Single)
- 2003: Miguel Nández
- 2004: Esquivando al miedo
- 2006: Palabras
- 2008: Por Ellas
- 2012: La Realidad